# Piula dels arbres
La piula dels arbres o la titina d'arbre i titeta sorda a les Balears (Anthus trivialis) és una espècie d'ocell de l'ordre dels passeriformes.

## Morfologia
- Fa 15 cm de llargària.
- Pesa entre 20 i 25 grams.
- Color general bru, amb el pit una mica més clar i cobert amb un ratllat fosc.

## Subespècies
- Anthus trivialis trivialis
- Anthus trivialis haringtoni
- Anthus trivialis schueteri
- Anthus trivialis sibiricus

## Reproducció
Sobre un pedestal de molsa, a terra, estableixen el nial fet amb herbes seques i pèl. Al maig-juliol la femella escalfa els 4 o 6 ous que havia post i, després, amb l'ajut del mascle, alimenten la niuada, els integrants de la qual deixen el niu al cap de 12-13 dies. Sovint fan dues cries.

## Alimentació
S'alimenten d'insectes, de larves, d'aràcnids i de llavors.

## Hàbitat
És un ocell més aviat muntanyenc, que viu en la confluència de boscos de roures o de pins i als prats humits. Té més tirada pels arbres que no pas els altres representants de la família.

## Distribució geogràfica
Habita tot Europa (llevat del litoral mediterrani) i part d'Àsia, i hiverna a l'Àfrica tropical i sud d'Àsia. És migratori als Països Catalans.

## Costums
Es llança sobre una branca amb les ales obertes mentre segueix cantant.